# Smicroplectrus paulipecten
Smicroplectrus paulipecten är en stekelart som beskrevs av Dmitriy R. Kasparyan 1990. Smicroplectrus paulipecten ingår i släktet Smicroplectrus och familjen brokparasitsteklar. Inga underarter finns listade i Catalogue of Life.